# کندیس پتن
کندیس کریستینا پَـتـِن (انگلیسی: Candice Kristina Patton؛ زادهٔ ۲۴ ژوئن ۱۹۸۸) یک هنرپیشه اهل ایالات متحده آمریکا است. وی از سال ۲۰۰۴ میلادی تاکنون مشغول فعالیت بوده‌است.

## گزیدهٔ آثار

### تلویزیون
- فلش (۲۰۱۴)
- سی‌اس‌آی: میامی (۲۰۱۱)
- آناتومی گری (۲۰۱۰)
- روزهای زندگی ما (۲۰۰۹–۲۰۰۸)
- قهرمان‌ها (۲۰۰۹)
- دارودسته (۲۰۰۹)
- جسور و زیبا (۲۰۰۷)